# Standard Bank

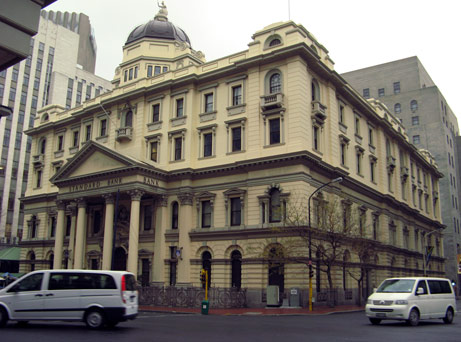
Standard Bank in Kapstadt

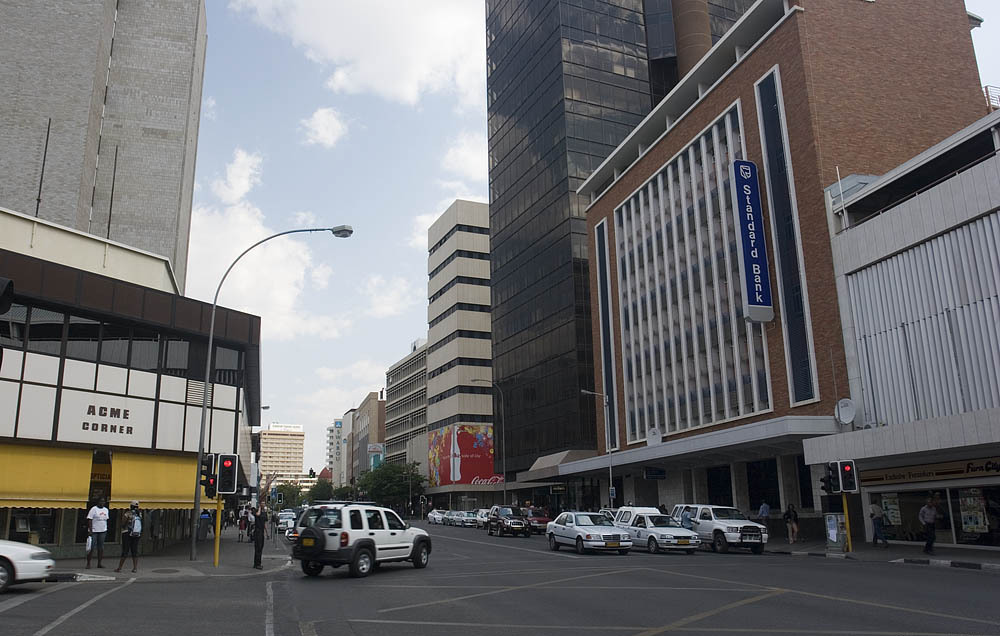
Standard Bank in Windhoek

Die Standard Bank ist eine Bankengruppe und ein Kreditinstitut im südlichen Afrika mit Niederlassungen u. a. in Südafrika, Namibia, Botswana, Mosambik, Sambia und Simbabwe.
Die Bank entstand 1862 unter dem Namen Standard Bank of British South Africa und wurde schon 1883 in Standard Bank of South Africa umbenannt. Die Bank war sowohl im südlichen Afrika, als auch in Großbritannien aktiv. 1915 wurde in Lüderitz die erste Filiale der heutigen Standard Bank Namibia eröffnet. 1962 kam es zu einer Trennung der Aktivitäten in Afrika und in Europa. Der afrikanische Geschäftsbereich operierte weiterhin unter dem Namen Standard Bank of South Africa, während aus dem europäischen Geschäftsfeld die Standard Bank Ltd. wurde, die 1969 mit der Chartered Bank zur heute noch aktiven Standard Chartered Bank fusionierte. Im gleichen Jahr wurde in Südafrika die Holding Standard Bank Investment Corporation (kurz: Stanbic) gegründet, die nach und nach die Anteile an der Standard Bank übernahm. 1987 war dieser Prozess beendet.
Der afrikanische Geschäftsbereich war zunächst wegen der politischen Verhältnisse Südafrikas isoliert nur in Südafrika und Südwestafrika (heute Namibia) aktiv und dehnte ihr Geschäftsgebiet sehr langsam auf die anderen Staaten im südlichen Afrika aus. Nach dem Ende der Apartheid konnte das Institut kräftig expandieren. So ist etwa für 2025 für die angolanische Staatsbeteiligung an der 2010 gegründeten dortigen Niederlassung der Gang an die dortige Börse BODIVA geplant, auch in Nigeria strebt die Bank für 2025 eine wesentliche Steigerung am dortigen Kapitalmarkt an.
Die Bank bietet Finanzdienstleistungen für Privat- und Firmenkunden und hat ein Netz von über 746 Filialen in Südafrika und 240 in anderen Teilen Afrikas.